# Getijdenboek van maarschalk Boucicaut

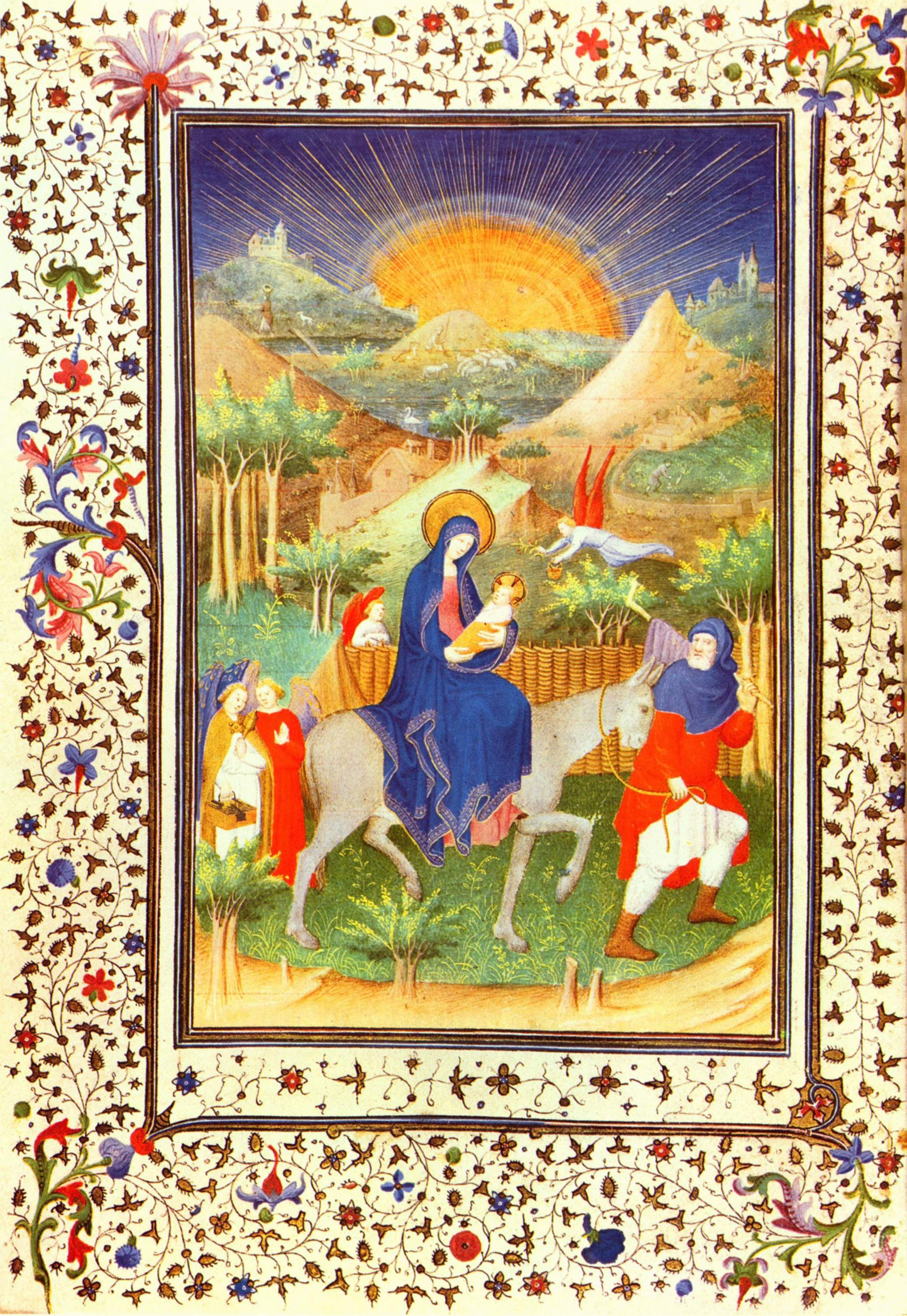
Boucicaut-meester, Boucicaut getijden, Vlucht naar Egypte

Het Getijdenboek van maarschalk Boucicaut is een Latijns getijdenboek op perkament uit de 15de eeuw, bewaard in het Musée Jacquemart-André in Parijs met als signatuur Ms. 2 of in de recentere versie MJAP-Ms 1311. Het handschrift is een van de keerpunten in de geschiedenis van de boekillustratie: ook al is het een hoogtepunt van de internationale gotiek, tegelijkertijd is het een aankondiging van de Vlaamse stijl die in de 15e en 16e eeuw de trendsetter zal worden in de boekverluchting.

## Geschiedenis
Het handschrift werd gemaakt in opdracht van Jean II Le Meingre, ook Maarschalk Boucicaut genoemd, en zijn echtgenote Antoinette de Turenne tussen 1405 en 1412. Andere auteurs stellen andere data voor (zie ontstaansdatum). De maarschalk Boucicaut, wiens enige zoon op jonge leeftijd gestorven was, liet het boek na aan zijn broer Geoffroy le Meingre. Bij diens overlijden ging het werk naar zijn zoons Jean III le Meingre en Louis le Meingre. Beiden stierven kinderloos en zo kwam het handschrift terecht bij Aymar de Poitiers, een neef langs moederszijde, daar Geoffroy gehuwd was met Isabeau de Poitiers.  Jean III le Meingre liet tussen 1470 en 1480 twee bladgrote miniaturen aan het handschrift toevoegen, waarschijnlijk door Enguerand Carton.
Na 1530 komt het boek in het bezit van de kleindochter van Aymar, Diane de Poitiers, de favoriete van Hendrik II van Frankrijk. Koning Hendrik IV schenkt het manuscript aan markiezin Henriette de Verneuil en later komt het terecht bij Gabriel Nicolas de la Reynie, luitenant-generaal bij de politie van Parijs. In 1887 wordt het getijdenboek in Engeland gekocht door de Franse bibliofiel Gustave Guyot de Villeneuve en na diens dood in 1898 werd het in 1900 verworven door Nélie (Cornelia) Jacquemart-André bij de verkoop van de verzameling van de Villeneuve voor de toen al niet te versmaden prijs van 68.500 FF.

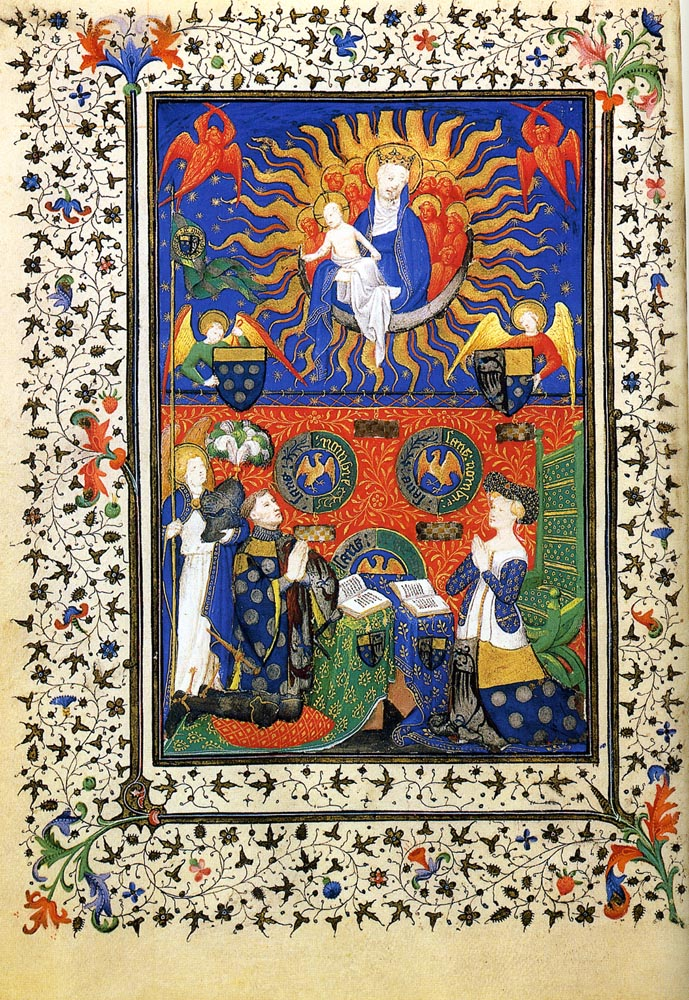
Boucicaut getijden, Boucicaut meester, Jean II le Meingre, Maarschalk Boucicaut en zijn echtgenote Antoinette de Turenne in gebed voor de Heilige Maagd

## Opdrachtgever
In de literatuur vindt men meestal terug dat Jean II le Meingre en zijn echtgenote Antoinette  de Beaufort vicomtesse de Turenne de opdrachtgevers waren maar ook dit is niet helemaal zeker. Sommigen menen dat het getijdenboek bestemd was voor Jean le Meingre zelf en niet voor zijn echtgenote omdat bij onderzoek onder doorschijnend licht slechts een van de wapenschilden het wapen van Antoinette de Beaufort vicomtesse de Turenne toont namelijk de miniatuur bij de gebeden over de vreugden van de Heilige Maagd, waar Jean en Antoinette werden afgebeeld biddend voor Maria (f26v). In de rest van het handschrift zijn uitsluitend wapens en emblemen van Jean le Meingre terug te vinden. Dat neemt niet weg dat het handschrift best kan besteld zijn door Antoinette de Turenne als cadeau voor haar echtgenoot.

## Ontstaansdatum
Ook hierover zijn de kunsthistorici het niet volledig eens. Een terminus ante quem is de datum van de slag bij Azincourt (25 oktober 1415) waar Jean le Meingre werd gevangengenomen door de Engelsen en afgevoerd naar Engeland waar hij overleed in 1421. Een terminus post quem is 1401, het jaar waarin Jean le Maingre gouverneur van Genua werd. Chatelet meent dat het vrij onwaarschijnlijk is dat het handschrift besteld werd in deze periode (1401 – 1409) omwille van de extreem hoge uitgaven die le Meingre besteedde aan zijn gouverneurschap en van het feit dat hij dan een privé verluchter uit Parijs zou moeten meegenomen hebben naar Genua, eveneens weinig realistisch. Chatelet denkt eerder aan de periode 1413-1415 omdat Antoinettes vader, de graaf van Beaufort, overleden was en het paar daardoor over voldoende fondsen beschikte om een dergelijke dure bestelling te plaatsen. Antoinette was immers de enige erfgename. Na de slag bij Azincourt zal de maarschalk waarschijnlijk alle beschikbare middelen gebruikt hebben om zichzelf vrij te kopen en was er geen plaats meer voor een duur prestigeobject.

## Beschrijving
Het handschrift telt 249 perkamenten folia van 275 x 190 mm. Het boek bestaat uit 30 katernen waarvan de meeste acht folia bevatten (8, 4, (4x)8, 10, (7x)8, 10, 6, 9, (3x)8, 7, 10, 8, 9, 15, (4x)8, 5). Het werd geschreven in het Latijn en het gebruik was voor Parijs. Het werk telt 46 bladgrote miniaturen (met in de getijden enkele lijnen tekst erbij). De tekst is geschreven in een littera textualis of gotisch boekschrift in één kolom van 20 lijnen.

## Inhoud

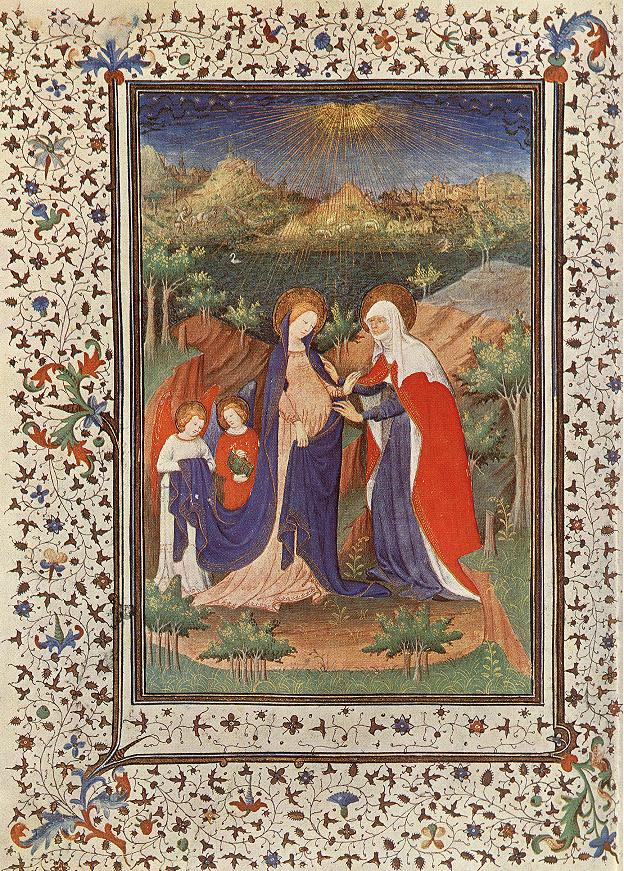
Boucicaut-meester, Boucicaut getijden, Visitatie

De indeling van het getijdenboek is vrij verrassend. Na de kalender vooraan vinden we onmiddellijk de suffragia (gebeden tot de heiligen) met 27 bladgrote miniaturen, wat vrij ongebruikelijk is voor een getijdenboek. Dit blijkt trouwens geen fantasietje te zijn van een latere boekbinder, want de tekst die bij de laatste afbeelding van de heilige Wilhelmus in de suffragia hoort, werd gekopieerd op het eerste folium van het katern dat het Onzevader bevat op de verso zijde en verdergaat met de Mariagetijden. De heiligen die in de suffragia worden opgevoerd kunnen allemaal in verband gebracht worden met de opdrachtgever Jean II le Meingre. Ook het psalmboek is atypisch voor een getijdenboek. Voor het overige bevatte het getijdenboek de klassieke componenten namelijk de Mariagetijden, de kleine getijden van het Heilig Kruis, de kleine getijden van de Heilige Geest, de getijden van de Drievuldigheid, de boetepsalmen en het dodenofficie.

## Verluchting
Dit handschrift is ongetwijfeld een van de mooie voorbeelden van de kunststroming die men de Internationale gotiek heeft genoemd maar toont anderzijds de evolutie van de schilderkunst naar meer realisme die in Vlaanderen volop aan de gang was en zou resulteren in de stijl van de Vlaamse Primitieven. De nieuwe behandeling van de ruimtelijke voorstelling, van het licht en het gebruik van atmosferisch perspectief zijn toonzettende vernieuwingen in de miniatuur- en schilderkunst. Het landschap was voordien nog nooit afgebeeld zoals hier in de miniaturen van ‘De vlucht naar Egypte’ en ‘De visitatie’.
De verluchting van het handschrift werd waarschijnlijk gerealiseerd door een atelier dat geleid werd door een sterke persoonlijkheid. Die zou de ontwerpen getekend hebben die dan werden afgewerkt door een aantal gezellen van de meester die bij hun werk een zekere vrijheid gegund werd. Verder onderzoek zou dit moeten uitklaren. De anonieme artiest die de leiding had in dit project wordt naar dit getijdenboek de Boucicaut-meester genoemd. Vroeger werd vrij algemeen aangenomen dat hij kon vereenzelvigd worden met de Vlaamse kunstschilder, miniaturist en architect Jacob Coene afkomstig uit Brugge. maar tegenwoordig gaan de meeste kunsthistorici niet langer met deze stelling akkoord.
De Boucicaut-meester, een tijdgenoot van de Gebroeders Van Limburg was een van de belangrijkste kunstenaars van deze periode en liet een belangrijke productie na.
Een punt dat de aandacht trekt is het onwaarschijnlijk groot aantal wapenschilden en deviezen die in het handschrift voorkomen. De wapens zijn in de meeste gevallen wel volledig overschilderd met die van het huis van Poitiers. Hier en daar werd het wapen van Boucicaut half bewaard en voor de andere helft aangevuld met dat van Poitiers zodat een gedeeld wapen ontstaat. Deze overschilderingen illustreren de geschiedenis van het handschrift: na de dood van de maarschalk en zijn erfgenamen kwam het boek immers terecht bij Aymar de Poitiers. De talrijke emblemen die het boek bevat en die verwijzen naar de maarschalk en zijn kleuren, wit en groen, bleven daarentegen meestal onaangeroerd.

## Inhoudslijst van de miniaturen
Hierbij een lijst van de miniaturen die in het handschrift voorkomen.
- f1r: Wapen van de markiezin van Verneuil.
- f1v: Nota over de geboorte van haar 2 kinderen.

Suffragia

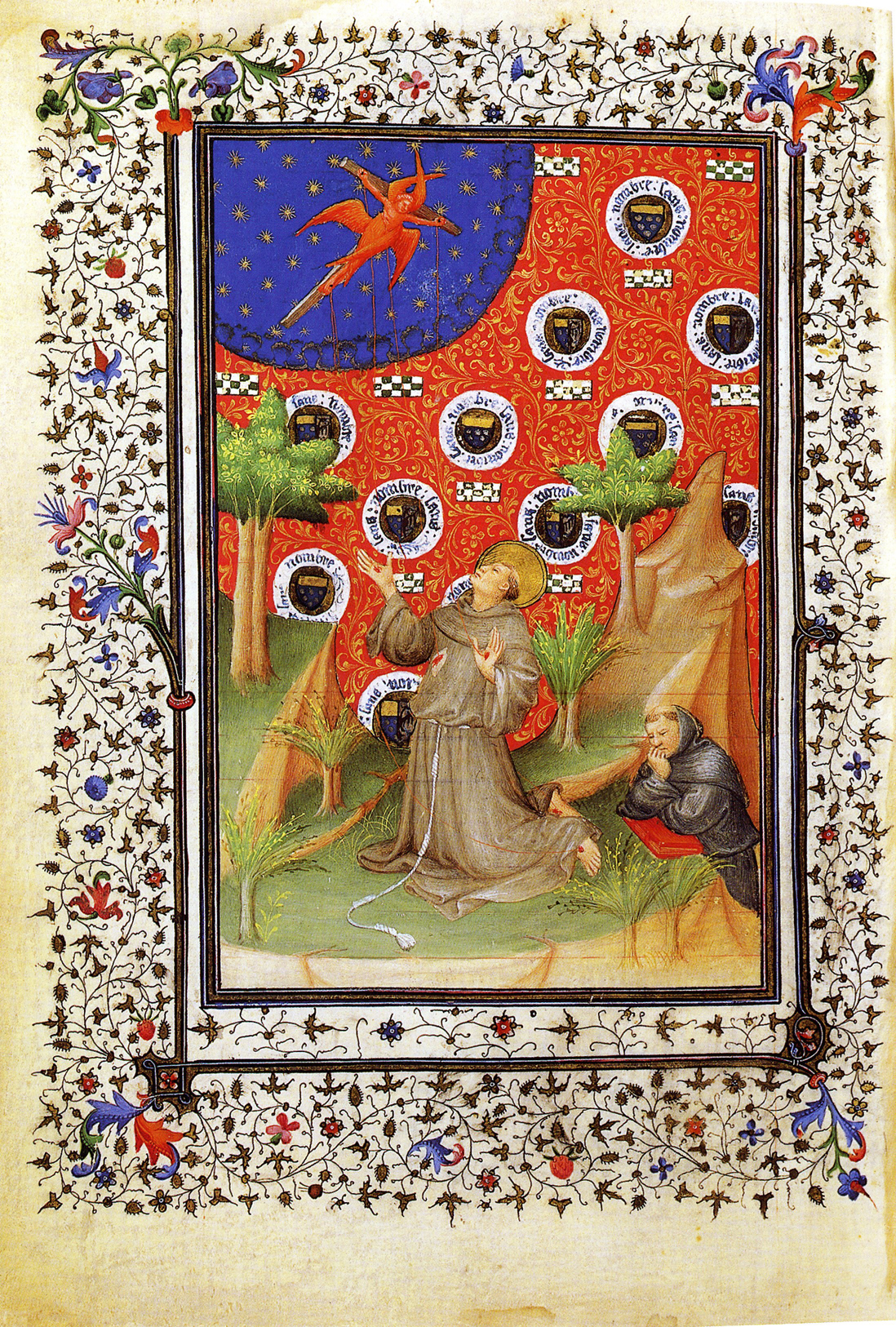
Boucicaut-meester, Boucicaut getijden, Franciscus ontvangt de stigmata
een voorbeeld van de overdaad aan wapenschilden.

- f9v: De eremiet Leonardus met twee gevangenen.
- f11v: De aartsengel Michaël die de duivel bekampt en overwint.
- f13v: Johannes de Doper.
- f15v: Johannes de evangelist.
- f17v: De apostelen Petrus en Paulus.
- f18v: Jacobus de Meerdere.
- f19v: De steniging van de heilige Stephanus in de aanwezigheid van Saulus.
- f20v: De marteldood van de heilige Laurentius op het rooster.
- f21v: Marteling van de heilige Sebastianus.
- f23v: St. Joris die de draak doodt.
- f24v: Marteldood van St. Thomas van Aquino.
- f26v: De maarschalk en Antoinette de Turenne in gebed voor de H. Maagd.
- f28v: De heilige Christophorus.
- f29v: De marteldood van Pancratius.
- f30v: Petrus van Verona (Petrus de martelaar).
- f31v: De heilige Dionysius van Parijs.
- f32v: De heilige Augustinus.
- f33v: De heilige Nicolaas die drie knapen tot leven wekt.
- f34v: De heilige Martinus van Tours die zijn mantel deelt met een arme.
- f35v: St. Antonius abt.
- f36v: De heilige Honoratus.
- f37v: St. Franciscus ontvangt de stigmata.
- f38v: De maarschalk in gebed voor de H. Catharina.
- f40v. De heiligen Catharina, Margaretha,  Martha, Christina en Barbara.
- f41v: De heilige Maria Magdalena.
- f42v: Een engel die de biddende handen van de heilige Brigida ontvangt.
- f43v: De heilige Willem van Gelone.

Mis voor de H. Maagd
- f46v: Maria en het kind getroond en omringd door zingende en musicerende engelen.

Mariagetijden
- f53v: Metten: Annunciatie.
- f65v: Lauden: Maria-Visitatie.
- f73v: Priem: Het kerstgebeuren.

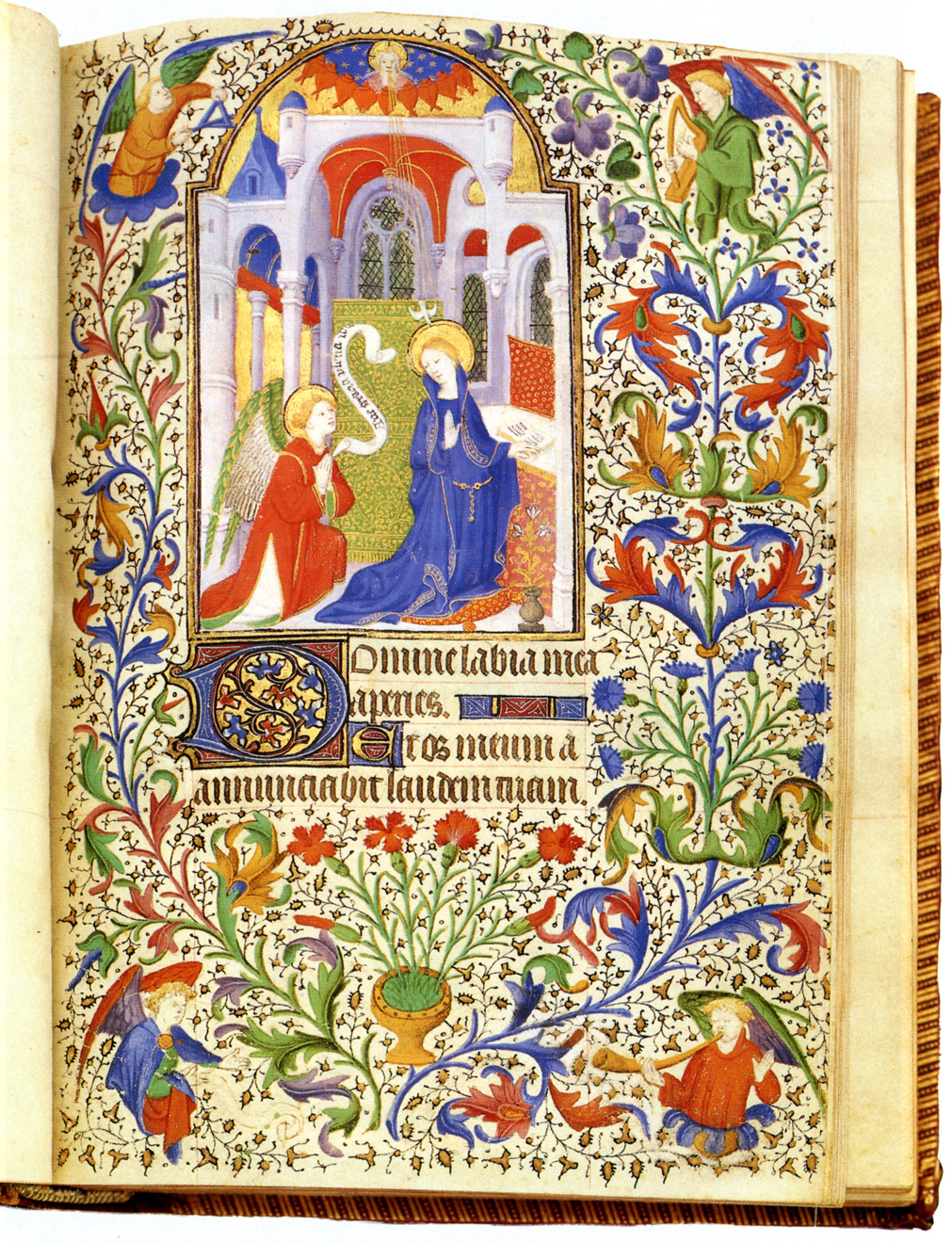
Boucicaut-meester, Boucicaut getijden, Annunciatie

- f79v: Terts: Aankondiging aan de herders.
- f83v: Sext: Aanbidding der wijzen.
- f87v: None: Opdracht in de tempel.
- f90v: Vespers: de vlucht naar Egypte.
- f95v: De kroning van Maria in de hemel.

Kruisgetijden
- f105v: Kruisiging.

Getijden van de H. Geest
- f112v: Het pinkstergebeuren.

Getijden van de H. Drievuldigheid.
- f118v: De H. Drievuldigheid.

Boetepsalmen
- f125v: Koning David die een visioen van de Heer heeft.

Dodenofficie
- f142v: Een dodendienst in de kerk.

Psalter (ingekort)
- f171v: De H. Hiëronymus in zijn studie met de leeuw.

Latere toevoegingen
- f241r: Jean le Meingre III bij de Gregoriusmis.
- f242r: De wonden van Christus en de Passiewerktuigen.

## Weblinks
- Enkele miniaturen